# Echiniscus ollantaytamboensis
Espèce
Echiniscus ollantaytamboensis est une espèce de tardigrades de la famille des Echiniscidae. 

## Distribution
Cette espèce est endémique de la région de Cuzco au Pérou.

## Étymologie
Son nom d'espèce, composé de ollantaytambo et du suffixe latin -ensis, « qui vit dans, qui habite », lui a été donné en référence au lieu de sa découverte, Ollantaytambo.

## Publication originale
- Nickel, Miller & Marley, 2001 : Tardigrades of South America: Machu Picchu and Ollantaytambo, Peru. Zoologischer Anzeiger, p. 240, no 3/4, p. 505-509.